# 布萊登菲爾德戰役 (1642年)
布萊登菲爾德戰役（或第二次布萊登菲爾德戰役）是三十年戰爭中的1642年10月23日，瑞典和神聖羅馬帝國之間的戰役，如同第一次布萊登菲爾德戰役，瑞典再度取得重大勝利。導致瑞典能夠佔領薩克森，也使斐迪南三世提高談和的意願。